# Войнов, Денис Васильевич
Денис Васильевич Войнов (1 марта 1990 года, Фрязино, Московская область) — российский футболист, полузащитник. Мастер спорта России.

## Карьера
Воспитанник московского «Локомотива». Начинал взрослую карьеру во второй команде «железнодорожников» в ПФЛ. В 2013 году перешёл в клуб ФНЛ «Торпедо» (Москва) и вместе с ним пробился в премьер-лигу, где не выступал.
Некоторое время играл за команды второго дивизиона группы «Юг». В 2017 году работавший с Войновым в «Спартаке-Нальчике» Хасанби Биджиев позвал его в курский «Авангард». Вместе с ним Войнов дошёл до финала Кубка России.
Летом 2018 года Андрей Талалаев позвал хавбека в армянский «Пюник». Дебютировал за клуб в розыгрыше Лиги Европы. В отборочном еврокубковом турнире провёл шесть матчей и забил один гол. 16 августа в Израиле поразил ворота тель-авивского «Маккаби». Благодаря мячу Войнова «Пюник» повёл в счёте 1:0, но во втором тайме пропустил дважды и вылетел из турнира.

## Сборная
Вызывался в расположение юношеских и молодёжной сборных страны. В 2012 году выиграл Кубок Содружества в составе российской сборной U-21, сыграв все 6 матчей на турнире.
В 2013 году в составе студенческой сборной России участвовал на Летней Универсиаде в Казани.

## Достижения
- Обладатель Кубка Содружества (1): 2012
- Финалист Кубка России (1): 2017/2018